# Porcellana platycheles
Porcellana platycheles ist eine Krebsart aus der Familie der Porzellankrebse. Sie kommt im Mittelmeer und im Ostatlantik von den Shetlandinseln bis zu den Kanarischen Inseln vor.

## Lebensweise
Die nur selten über einen Zentimeter großen Tiere leben im Flachwasser innerhalb der Gezeitenzone. Die Krebse sind meist unter Steinen zu finden, an welchen sie sich mit ihren Beinen festklammern. Sie sind Filtrierer und bewegen sich ohne Störung kaum von ihrem Platz.

## Vermehrung
Die Larvalentwicklung von Porcellana platycheles erfolgt über zwei Zoëa-Larven über eine Megalopa bis zum adulten Tier. Die dem adulten Tier morphologisch bereits recht ähnliche Megalopa entwickelt sich unter Laborbedingungen zwischen zwei und drei Wochen nach dem Schlüpfen, knapp über die Hälfte der geschlüpften Tiere erreichen dieses Stadium.